# Cieszyn
Cieszyn (tyska Teschen, tjeckiska Těšín) är en polsk stad på gränsen mellan Polen och Tjeckien. Den tjeckiska delen, som avsnördes från den polska 1920 i enlighet med freden i Versailles, kallas Český Těšín. Tidigare var staden huvudstad i hertigdömet Teschen som löd under den habsburgska monarkin och var platsen för freden i Teschen 1719.
Före första världskriget låg Teschen, som är ortens tyska namn, i österrikiska Schlesien, en del av Österrike-Ungern. I staden förlades under världskriget den österrikiska kejserliga arméns högkvarter, medan kejsar Vilhelm II av Tyskland hade sitt högkvarter i slottet Pless på norra sidan gränsen, bara 33 kilometer nordost om Teschen.